# Eustaquio II de Boulogne
Eustaquio II (c. 1015-1020 - c. 1087), conocido también como Eustache aux Grenons (Eustaquio «con bigotes» o «de largos mostachos») fue conde de Boulogne (1047–1087) y uno de los «compañeros de Guillermo el Conquistador» en la Batalla de Hastings, por lo que recibió grandes posesiones en Inglaterra. Gran personaje, sus dominios se extendían en lo que hoy es Pas-de-Calais, además de que fue el primer conde de Boulogne en acuñar moneda.

## Biografía
Hijo de Eustaquio I y Matilde de Lovaina, al morir su padre, adquirió el condado de Boulogne mientras que su hermano Lamberto se hizo con el de Lens. Siempre vivió en busca de aliados poderosos para evitar que su vecino, el conde Balduino V de Flandes, se anexionara su condado, próspero por hallarse en la ruta comercial entre Francia e Inglaterra. Hacia 1036 casó con Godgifu de Inglaterra, hermana de Eduardo el Confesor, matrimonio que le permitió establecer una alianza con la monarquía inglesa. Viudo de Godgifu (1047), Eustaquio se casó en 1049 con santa Ida de Lorena.
En 1048, se unió a su suegro contra el emperador Enrique III. Al año siguiente, el papa León IX le excomulgó por casarse dentro del grado prohibido de consanguinidad. Es probable que el Papa, que había sido elegido por el Emperador, actuara en beneficio de Enrique. Lo cierto es que la rebelión fracasó y Eustaquio fue de los primeros en someterse al emperador.
En 1051 visitó Inglaterra y fue recibido con honor en la corte de Eduardo el Confesor, su ex cuñado, con el que continuaban siendo aliados. Pero, por otra parte, Godwin de Wessex, la figura dominante en la Inglaterra de la época, había casado a su hijo Tostig con Judit de Flandes. Más aún, Sven, otro hijo de Godwin, mantenía una disputa con el hijastro de Eustaquio, Raúl el Tímido. Una reyerta en la que estuvieron implicados caballeros de Eustaquio y ciudadanos de Dover llevó a un grave altercado entre el rey y Godwin. Este último, en cuya jurisdicción se hallaba Dover, se negó a castigar a los habitantes, por lo que el rey lo desterró con sus hijos en septiembre de 1051. Sin embargo, Godwin regresó y desembarcó al año siguiente al frente de tropas flamencas y por la fuerza obtuvo de Eduardo la devolución de sus tierras.
En 1053, Eustaquio apoyó a Guillermo de Talou en su rebelión contra el duque Guillermo II de Normandía -yerno y aliado del conde flamenco-, pero este intento también resultó un fracaso, y Talou debió refugiarse en la corte de Boulogne. Durante los siguientes años los rivales de Eustaquio consiguieron aumentar su influencia: el conde Balduino consolidó su poder sobre los territorios anexionados al este y en 1060 se convirtió en regente de su sobrino, el rey Felipe I de Francia. En cambio, Walter de Mantes, hijastro de Eustaquio, tras tomar el condado de Maine, fue capturado por los normandos, falleciendo poco después.
Estos hechos causaron una alteración en las lealtades políticas de Eustaquio, ya que participó de forma notable en la invasión normanda de Inglaterra de 1066. Luchó en Hastings, y en recompensa recibió grandes extensiones de tierra.

Con áspera voz el duque Guillermo llamó a Eustaquio de Boulogne, que con 50 caballeros se daba a la fuga y al punto iba a hacer sonar la retirada. Este hombre vino al duque y le dijo en el oído que debía retirarse ya que si avanzaba los sajones lo cortarían en pedazos. Mas al instante de decir estas palabras Eustaquio recibió un golpe entre los hombros, tan fuerte que sangre salió de su boca y nariz, y sus seguidores apenas pudieron llevárselo medio muerto.
Guillermo de Poitiers (Gesta Guillelmi)

Sin embargo, en 1067, probablemente descontento con la parte que le había tocado en tierras, se pasó de bando y con ayuda de los habitantes de Kent intentó tomar el castillo de Dover. Sufrió un nuevo revés, y perdió sus feudos en Inglaterra. No obstante, logró reconciliarse con el rey Guillermo, y ya en 1071 estaba de nuevo uniendo fuerzas con los normandos contra Roberto I de Flandes. A pesar de que entonces sufrió una nueva derrota, en ocasión de redactarse el Domesday Book (1086), poseía tierras en doce condados ingleses, que le rendían £ 610 al año, convirtiéndolo en el décimo terrateniente laico de Inglaterra.

## Familia y descendencia
No tuvo hijos de su primera unión con Goda de Inglaterra (o Godgifu). De su matrimonio con Ida de Lorena nacieron:
- Eustaquio III (1056-1125), conde de Boulogne.
- Godofredo de Bouillón (1058-1099), duque de Baja Lorena y más tarde defensor del Santo Sepulcro.
- Balduino (1065-1118), conde de Edesa y más tarde rey de Jerusalén